# Zukunftsroman
Zukunftsroman ist eine deutsche Bezeichnung für Genreliteratur, die inhaltlich weitgehend der Science-Fiction entspricht, zeitlich aber deren Vorläufer ist. Eine Entsprechung in der britischen Literatur ist der vor allem von Brian M. Stableford geprägte Begriff der Scientific Romance. Beide Begriffe werden auf Werke angewandt, die vor Popularisierung moderner (US-amerikanischer) Science-Fiction in Deutschland bzw. Großbritannien vor dem Ende des Zweiten Weltkriegs erschienen.
Geprägt wurde der Begriff Claus Ritter zufolge von dem Kritiker Leo Berg in seinem 1899 erschienenen Artikel Der Zukunftsroman, wo er den Gegenstand seiner Untersuchung weiter in Staatsromane und Erfindungsromane unterteilte.
Der Begriff Zukunftsroman wurde – etwa in Buchtiteln – auch nach 1945 noch öfters verwendet, in den folgenden Jahren dann aber zunehmend durch die inzwischen geläufige Bezeichnung Science-Fiction abgelöst. Konkurrierende Bezeichnungen waren: Naturwissenschaftlicher Roman, Wissenschaftliches Märchen, Wissenschaftliche Phantasie, Utopischer Roman, Utopisch-technischer Roman und Technisch-wissenschaftlicher Roman. Vor allem in den Jahren nach 1873, als die ersten deutschen Übersetzungen der Werke von Jules Verne erschienen, war Verne ein Synonym für wissenschaftliche Phantastik, weshalb man auch von Unterhaltungsschriften im Stile à la Jules Verne oder kurz von Verniaden sprach.
Weiter zurückreichend in die Vergangenheit wird unterschieden zwischen Zukunftsroman bzw. Science-Fiction und Science-Fiction-Vorläufern, inzwischen auch öfters als Proto-SF bezeichnet. Zur Proto-SF werden solche Werke gerechnet, die zwar Merkmale der Science-Fiction aufweisen und/oder typische Sujets behandeln (Mondreisen, lenkbare Luftschiffe etc.), die aber zu einer Zeit erschienen, als Wissenschaft und Technik und deren Entwicklung noch keine gesellschaftsbestimmende Wirkung entfalteten, was als wesentliche Voraussetzung für die Entstehung des Genres gesehen wird. Diese in das alltägliche Leben eines jeden Einzelnen reichende Wirksamkeit war frühestens ab Ende des 18. Jahrhunderts gegeben. Nach Reinhart Koselleck kann als erster Zukunftsroman der Weltliteratur die 1771 veröffentlichte Utopie Das Jahr 2440 von Louis-Sébastien Merciers gelten.
Im angelsächsischen Raum wird hingegen Mary Shelleys Frankenstein oder Der moderne Prometheus von 1818 oft als erster Vertreter der Gattung betrachtet, so etwa sieht es Brian W. Aldiss in Billion Year Spree (1973). Abweichend davon setzt Darko Suvin in Victorian Science Fiction in the UK (1983) das Jahr 1871 als Beginn der Science-Fiction im modernen Sinn an. In diesem Jahr erschienen Bulwer-Lyttons The Coming Race und George Chesneys The Battle of Dorking.
Für den deutschen Zukunftsroman kann 1810 als Entstehungsjahr angesetzt werden. In diesem Jahr erschien Julius von Voß’ Ini – ein Roman aus dem ein und zwanzigsten Jahrhundert, dem ersten deutschen Roman, der die Merkmale des Genres vollständig aufweist. Henning Franke wendet allerdings ein:

„Und doch ist hier das Trennende stärker als das Verbindende: „Ini“ spielt unter den Fürsten und Kaiserkindern einer Feudalgesellschaft. Die technischen Wunder fallen ihnen zu wie im Märchen. Deshalb wirken diese Wunder rein fiktiv
und lassen das Buch einer Münchhausiade ähneln.“

Dagegen seien die Romane von Verne und Kurd Laßwitz „Produkte der bürgerlichen Gesellschaft und ihrer weiter entwickelten Wissenschaft und Technik“. Dementsprechend wäre der Beginn des deutschen Zukunftsromans dann in den 1870er Jahren anzusetzen (Laßwitz’ erste Zukunftserzählung Bis zum Nullpunkt des Seins erschien 1871).